# The Ann Sothern Show

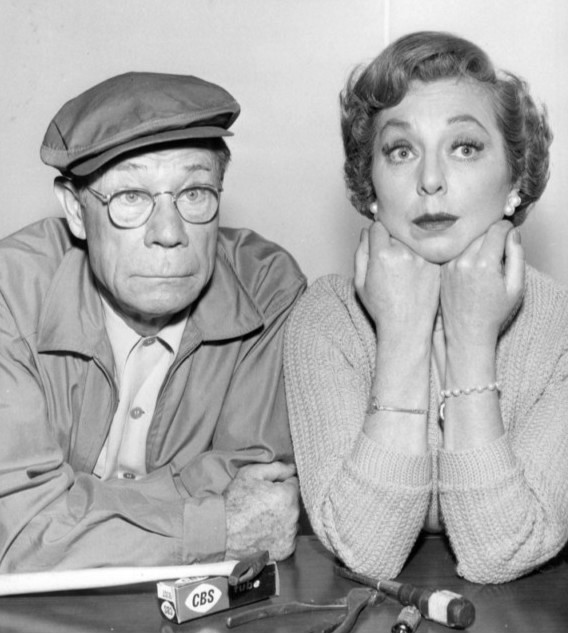
Joe E. Brown (guest star nell'episodio Olive's Dream Man) e Ann Sothern.

The Ann Sothern Show è una serie televisiva statunitense in 93 episodi trasmessi per la prima volta nel corso di 3 stagioni dal 1958 al 1961.
È una sitcom incentrata sulle vicende di Katy O'Connor, interpretata da Ann Sothern, vice direttrice di un hotel di New York. Le storie di solito ruotano attorno alla vita personale del personale e degli ospiti dell'hotel.

## Trama
New York. Katy O'Connor è la vice direttrice dell'hotel Bartley House. Il suo capo, Jason Macauley, è un timido uomo anziano costantemente maltrattato dalla prepotente moglie Flora. La segretaria di Katy, coinquilina e sua migliore amica è Olive Smith. Tra gli altri personaggi: Johnny Wallace, un fattorino che ha una cotta per Katy, e Paul Scott, un francese impiegato della struttura.
Dopo ventitré episodi, la serie viene riorganizzata. Il capo di Katy, Mr. Macauley, viene trasferito in un altro albergo a Calcutta insieme con la moglie Flora e viene sostituito da James Devery, gestore più giovane e un po' testardo che tende a farsi prendere la mano con idee inverosimili e con il quale Katy accenna ad una storia d'amore. Nel 1960 la serie cambia di nuovo con l'aggiunta di tre nuovi personaggi ricorrenti: Oscar Pudney, disonesto proprietario di un'edicola e nemesi di Katy; Richy Gordon, un bambino prodigio che Katy aiuta, insieme con il dottor Delbert Gray, un divertente dentista che diviene fidanzato di Olivia e, alla fine, suo marito.
Nell'ultimo episodio della serie Katy e James finalmente si dichiarano e si baciano con la quarta parete che viene meno e Katy che si gira verso il pubblico e dice: "Beh, buona notte a tutti. Felice soggiorno", dopodiché i due ricominciano a baciarsi, la telecamera comincia ad allontanarsi mostrando che i due si trovano su un aereo e l'episodio termina con la scritta "The End?".

## Personaggi e interpreti

### Personaggi principali
- Katy O'Connor (93 episodi, 1958-1961), interpretata da Ann Sothern.
- Olive Smith (50 episodi, 1958-1961), interpretato da Ann Tyrrell.
- James Devery (45 episodi, 1959-1961), interpretato da Don Porter.

### Personaggi secondari
- Johnny Wallace (17 episodi, 1958-1959), interpretato da Jack Mullaney.
- Alfred (11 episodi, 1958-1960), interpretato da Jack Wagner.
- Jason McCauley (10 episodi, 1958-1959), interpretato da Ernest Truex.
- Woody (10 episodi, 1960-1961), interpretato da Ken Berry.
- Oscar Pudney (10 episodi, 1960-1961), interpretato da Jesse White.
- Dottor Delbert Gray (9 episodi, 1960-1961), interpretato da Louis Nye.
- Paul Monteney (6 episodi, 1958-1959), interpretato da Jacques Scott.
- Michel (6 episodi, 1959-1961), interpretato da Paul Dubov.
- Flora McCauley (5 episodi, 1958-1959), interpretata da Reta Shaw.
- Richy Gordon (4 episodi, 1960), interpretato da Jimmy Fields.
- Prof. Alexander Handley (3 episodi, 1958-1960), interpretato da Frank Behrens.
- Louise Spencer (3 episodi, 1959-1961), interpretata da Fay Baker.
- Mrs. Gray (3 episodi, 1960-1961), interpretato da Gladys Hurlbut.
- Mr. Bartley (3 episodi, 1959), interpretato da Lester Matthews.
- Mr. Bixby (3 episodi, 1958-1960), interpretato da Howard McNear.
- Eddie (3 episodi, 1959), interpretato da James Nolan.
- Ace (3 episodi, 1958-1961), interpretato da George O'Hanlon.
- Bill Grant (3 episodi, 1959-1961), interpretato da William Kendis.

Tra le guest star: Jackie Coogan, Van Johnson, Cesar Romero, James Millhollin, Sal Mineo, James Philbrook, Eva Gabor, Connie Stevens, Darryl Richard, Joe Besser, Joel Grey, Constance Bennett.

## Produzione
La serie fu prodotta da Anso Productions e Desilu Productions e girata nei RKO Studios a Hollywood in California.

### Registi
Tra i registi sono accreditati:
- James V. Kern in 15 episodi (1959-1961)
- Abby Berlin in 9 episodi (1958-1960)
- Richard Whorf in 9 episodi (1960-1961)
- Sidney Miller in 3 episodi (1958)
- Paul Harrison in 2 episodi (1958)

### Sceneggiatori
Tra gli sceneggiatori sono accreditati:
- Robert Van Scoyk in 7 episodi (1960-1961)
- Phil Davis in 6 episodi (1958-1959)
- Leonard Gershe in 5 episodi (1959-1961)
- Barbara Hammer in 4 episodi (1958-1960)
- Henry Sharp in 4 episodi (1958-1960)
- Mel Diamond in 3 episodi (1958-1959)
- John Kohn in 3 episodi (1958-1959)
- George O'Hanlon in 3 episodi (1959-1960)
- Bob Fisher in 3 episodi (1960-1961)
- Alan Lipscott in 3 episodi (1960-1961)
- Bill Manhoff in 2 episodi (1959-1960)
- Arthur Phillips in 2 episodi (1959)
- Ashe King in 2 episodi (1960)

## Distribuzione
La serie fu trasmessa negli Stati Uniti dal 6 ottobre 1958 al 25 settembre 1961 sulla rete televisiva CBS.

## Episodi
| Stagione         | Episodi | Prima TV USA |
| ---------------- | ------- | ------------ |
| Prima stagione   | 35      | 1958-1959    |
| Seconda stagione | 32      | 1959-1960    |
| Terza stagione   | 26      | 1960-1961    |